# Hana Macíčková Cahová
Hana Macíčková Cahová (* 27. prosince 1981 Zlín) je česká vědkyně v oboru biochemie.

## Vědecké působení
Vystudovala organickou chemii na VŠCHT v Praze (ukončení studia 2006). Působila v Paříži a na postdoktorském pobytu na univerzitě v Heidelbergu. Od roku 2016 vede výzkumný tým na Ústavu organické chemie a biochemie Akademie věd v Praze, který se zabývá biochemií nukleových kyselin, zejména modifikacemi RNA, tedy chemickými skupinami navázanými na její řetězec. Jejich biochemii zkoumá převážně na bakteriích E. coli.
Jejímu týmu se podařilo prokázat, že na řetězec RNA se mohou vázat alarmony – dinukleosid polyfosfáty, které se ve zvýšené míře objevují v organismech vystavených zátěži – a bránit tak jejímu rozkladu, čímž šetří energii.
V roce 2015 získala Cenu Otto Wichterleho pro mladé vědce. Je držitelkou ceny Alfreda Badera za bioorganickou chemii. V roce 2018 jí byla udělena Cena Neuron pro mladé vědce v oboru chemie za objev nových chemických struktur v RNA. Její objevy byly publikovány v časopise Nature.
Na Akademii věd se snaží zlepšit postavení žen, například usiluje o zřízení dětské skupiny nebo školky.

## Osobní život
Pochází ze Zlína. Její otec i manžel jsou rovněž chemici. Je vdaná, má dvě dcery.